# شاكر بن مصطفى العمري
محمد شاكر بن مصطفى العمري الدمشقي يعرف أيضًا بـابن عبد الهادي (25 مايو 1728 - 30 أبريل 1780) (16 شوال 1140 - 26 ربيع الثاني 1194) فقيه حنفي وصوفي وشاعر سوري عثماني. ولد في دمشق لأسرة معروفة ونشأ فيها ودرس على علمائها. أتقن اللغتين العربية والتركية. استلم عدة وظائف في الدولة العلية العثمانية. توفي في مسقط رأسه ودفن بمقبرة الدحداح. عمل ناسخًا للكتب، وسلك التصوف.

## سيرته
ولد محمد شاكر بن مصطفى العمري يوم 16 شوال 1140/ 25 مايو 1728 في دمشق بإيالة دمشق العثمانية. توفي والده وهو صغير فنشأ يتيمًا. تعد أسرة عبد الهادي من الأسر العريقة بدمشق العثمانية وتنتهي نسبهم إلى عمر بن الخطاب وأول من استقر منهم فيها جدهم عبد الهادي الذي قدم من صفورية قبيل الحكم العثماني للشام، فنسب الأسرة إليه وعرفت ببني عبد الهادي العمري. قرأ القرآن وأتقن الخط وبرغ في اللغتين العربية والتركية. درس محمد شاكر على عدة مشايخ، منهم: أحمد بن علي المنيني، ومحمد الغزي مفتي الشافعية، ومحمد العبي، وأبو الفتح العجلوني، أحمد التونسي المغربي وغيرهم. رحل إلى اسطنبول عاصمة الدولة العليّة، وظل فل فيها سبع سنين لاستكمال دارسته، وهناك برز في العلوم والمعارف، فاستلم عدة وظائف، منها: قضاء جبلة، القسمة العسكرية بدمشق، ونيابة محكمة الباب بدمشق أيضًا. لازم حلقة عمر البغدادي نزيل دمشق وسلك عليه التصوف.قام بالتدريس، ومن تلامذته هو ابن عابدين الدمشقي

توفي شاكر العمري يوم 26 ربيع الثاني 1194/ 30 أبريل 1780 في دمشق ودفن بمقبرة الدحداح.

## شعره
له نظم وبديعيات. من شعره:
وله تشطير على قصيدة ابن سوار الدمشقي (ت677هـ) : (غنّها باسم من إليه سراها) وهي من المدائح النبوية، رواه لنا معاصره محمد خليل المرادي (ت1206هـ) وأفرده في رسالة سماها: (الروض البليل فيما يتعلق بقصيدة ابن إسرائيل)، وابن إسرائيل كنية أخرى كان يعرف بها ابن سوار الدمشقي المذكور. وقد حرص العمري في هذه الرسالة على أن يروي قصيدة ابن سوار عن طريق سلسلة من السند مميزة؛ إذ جاء كل رجالها من الشعراء، وكلهم دمشقيون.  

## آثاره
قام باستنساخ بعض كتب، منها:
- «عيون الموارد السلسلة من عيون الأسانيد المسلسلة»
- «صباح القلب شرح مفتاح الغيب»
- «الفتح الوهبي على تاريخ أبي نصر العتبي»
- «مجموعة أشعار في المديح والتهنئة لمحمد أسعد أفندي بمولود له
- «لغز »
- «أمالي المرتضى: غرر الفوائد ودرر القلائد»
- «عقود اللالى في الاسانيد العوالي»